# When Your Heart Stops Beating
《When Your Heart Stops Beating》은 +44의 데뷔 음반이다. 미국 기준으로 2006년 11월 14일에 발매되었다. 발매 첫 주에 영국에서는 7,753 장, 전 세계적으로는 73,000 장이 판매되었다.

## 트랙 목록
1. 〈Lycanthrope〉
2. 〈Baby Come On〉
3. 〈When Your Heart Stops Beating〉
4. 〈Little Death〉
5. 〈155〉
6. 〈Lillian〉
7. 〈Cliff Diving〉
8. 〈Interlude〉
9. 〈Weatherman〉
10. 〈No, It Isn't〉
11. 〈Make You Smile〉
12. 〈Chapter 13〉